# NGC 3420
NGC 3420 é uma galáxia espiral barrada (SBa) localizada na direcção da constelação de Hydra. Possui uma declinação de -17° 14' 35" e uma ascensão recta de 10 horas, 50 minutos e 09,6 segundos.
A galáxia NGC 3420 foi descoberta em 1886 por Frank Leavenworth.